# Juliet Berto

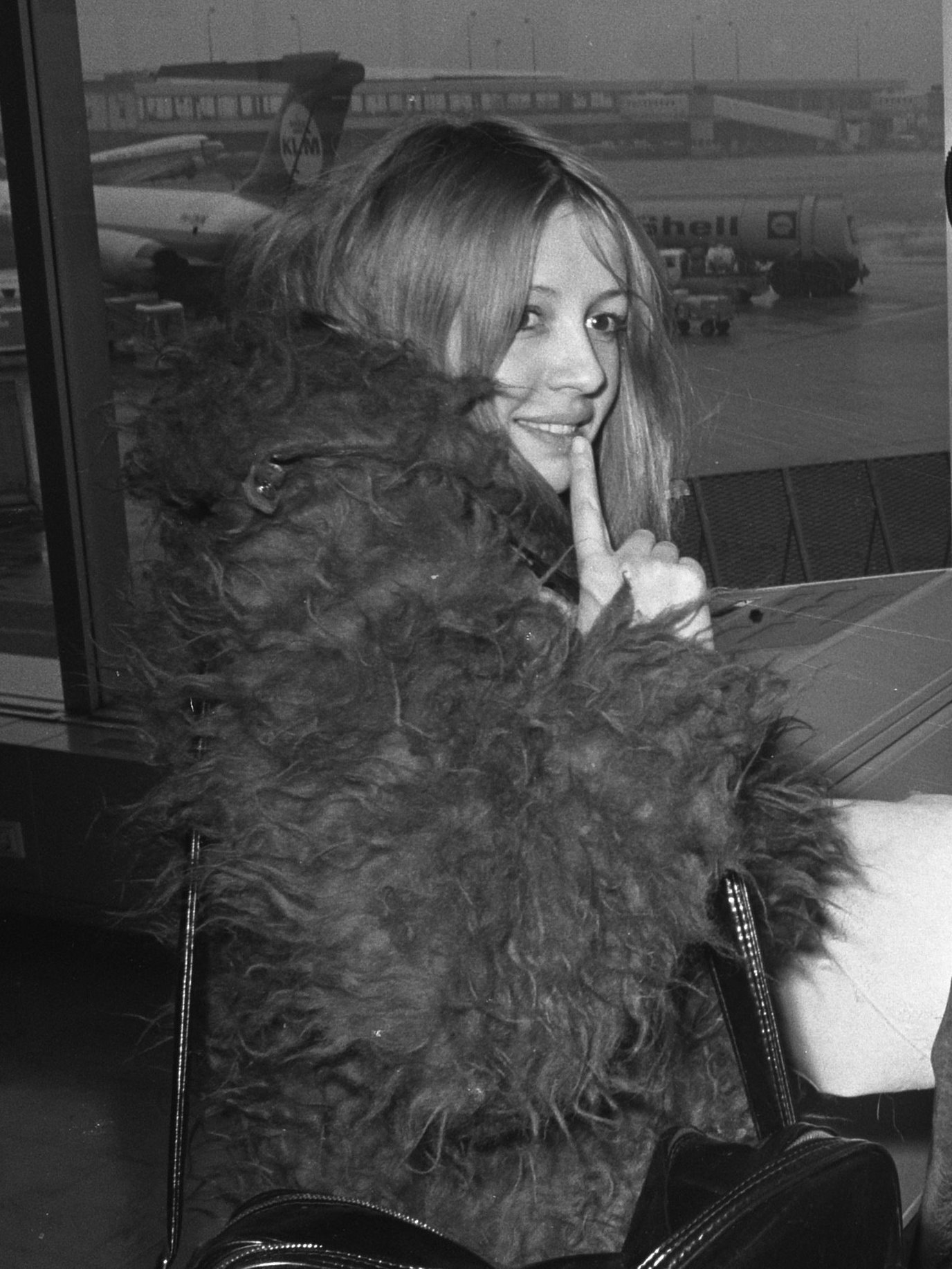
Juliet Berto, 1972

Juliet Berto (* 16. Januar 1947 als Juliet Bertoliatti in Grenoble; † 10. Januar 1990 in Paris) war eine französische Schauspielerin, Filmregisseurin und Drehbuchautorin.

## Leben
Berto hatte Mitte der 1960er Jahre erste Theaterauftritte. Sie kam über eine Bekanntschaft mit dem Regisseur Jean-Luc Godard zum Film und avancierte bald zu einer der bekanntesten Darstellerinnen des französischen Kunstkinos, maßgeblich durch ihr Mitwirken in Godards Endsechziger-Filme Zwei oder drei Dinge, die ich von ihr weiß, Die Chinesin, Weekend und Die fröhliche Wissenschaft. Mit ihrer Unbefangenheit und Improvisationsfähigkeit verkörperte sie das Lebensgefühl der 68er-Generation und brachte dieses insbesondere in Jacques Rivettes 70er-Jahre-Produktionen Out 1, Céline und Julie fahren Boot und Unsterbliches Duell, aber auch in Alain Tanners Die Rückkehr aus Afrika und Die Mitte der Welt zum Ausdruck.
1981 debütierte sie als Co-Regisseurin (mit Jean-Henri Roger) bei dem Film Schnee (Neige), der den Alltag von Drogenabhängigen am Pigalle thematisierte und damit viel Aufsehen erregte. Der Film erhielt eine César-Nominierung für das beste Erstlingswerk. Berto spielte in diesem Film eine Barfrau, die die Geschehnisse im Hintergrund lenkt. Mit Cap Canaille und Havre führte sie bei weiteren Kriminalfilmen im Hafenmilieu Regie.
1987 war Juliet Berto Jurymitglied der Berlinale. Kurz vor ihrem 43. Geburtstag erlag sie einem Krebsleiden.

## Filmografie (Auswahl)
Darstellerin
- 1966: Zwei oder drei Dinge, die ich von ihr weiß (Deux ou trois choses que je sais d’elle)
- 1967: Die Chinesin (La Chinoise)
- 1967: Weekend (Week-end)
- 1968: Slogan
- 1968: Die fröhliche Wissenschaft (Le gai savoir)
- 1969: Ciné-Girl
- 1970: Kameraden (Camarades)
- 1971/90 / 1972: Out 1: Noli me tangere / Out 1: Spectre
- 1972: Die kleinen Bosse (Les caïds)
- 1972: Sex-Shop
- 1973: Die Rückkehr aus Afrika (Le retour d’Afrique)
- 1973: Der eiskalte Job (Le protecteur)
- 1973: Die Angst vor der Wahrheit (Defense de savoir)
- 1974: Céline und Julie fahren Boot (Céline et Julie vont en bateau) – auch Koautorin/Drehbuch
- 1974: Die Mitte der Welt (Le milieu du monde)
- 1974: Erica Minor
- 1976: Monsieur Klein
- 1976: Unsterbliches Duell (Duelle)
- 1977: Sei schön und halt den Mund (Sois belle et tais-toi) – Dokumentarfilm
- 1978: Das Geld der anderen (L’argent des autres)
- 1980: Mauerbilder (Murs, murs)
- 1981: Conversa Acabada
- 1984: Der Mann, der weint (La vie de famille)
- 1985: Samars erste Liebe (L’adolescente, sucre d’amour)
- 1987: Eine Liebe in Paris (Un amour à Paris)

Regie
- 1981: Schnee (Neige) – auch Darstellerin
- 1982: Cap Canaille
- 1985: Havre